# MiquelRius
MiquelRius és una empresa familiar de producció de material de papereria, especialment de material escolar, amb seu a Parets del Vallès. Va ser fundada a Barcelona el 1869 per Josep Miquel i Rius natural de Sant Pere de Riudebitlles qui va comprar un taller d'impressió de llibres ratllats fundat el 1839. L'any 1897 mor Josep Miquel Rius i la seva viuda Margarida Planas i Ramonichamb els seus fills segueixen el negoci. Actualment està dirigida per la cinquena generació familiar. L'empresa ha explotat llicències de marques com Kukuxumusu, Agatha Ruiz de la Prada, Bob Esponja o Bultaco.
Si bé la major part de la facturació és a nivell estatal, MiquelRius exporta a 60 països, amb els Estats Units com a mercat exterior més important.